# السمية الجهازية للتخدير الموضعي
السُّمِّية الجهازية للتخدير الموضعي (LAST) هي آثار جانبية خطيرة محتملة قد تحدث بسبب التخدير الموضعي.  قد تشمل الأعراض خدراً حول الفم أو طعماً معدنياً أو ارتعاشاً عضلياً أو ارتباكاً.  نصف الحالات تبدأ خلال دقيقة واحدة، وثلاثة أرباع الحالات خلال خمس دقائق.  قد تشمل المضاعفات الأكثر خطورة النوبات أو عدم انتظام ضربات القلب. 
إن عامل الخطر الأكبر هو الحقن في الأوعية الدموية؛   على الرغم من وصف حالات باستخدامات موضعية.  وتشمل المخاطر الأخرى مشاكل الكبد وأمراض القلب والحمل وانخفاض كتلة العضلات وجرعات أكبر من الأدوية.   يُعتبر البوبيفاكين ذو مخاطر سُمِّية عالية مقارنة بالليدوكايين.  يعتمد التشخيص على الأعراض بالرغم من أنه قد يكون مدعوماً بتخطيط كهربية القلب. 
يبدأ العلاج بدعم مجرى الهواء والتنفس.  يمكن استخدام البنزوديازيبينات، مثل الميدازولام، لعلاج النوبات.  يوصى باستخدام مستحلب دهني بنسبة 20%.  في حالة السكتة القلبية يجب استخدام 10% من الجرعة المعتادة من الأدرينالين.  قد يكون ECMO أيضاً من الخيارات. 
تُعد السُّمِّية الجهازية للتخدير الموضعي غير شائعة بمعدلات تتراوح من 0 إلى 8 لكل 1000 حالة اعتماداً على الإجراء.   قد يتأثر الأشخاص الصغار جداً أو كبار السن بشكل أكثر تكراراً.   من الحالات المُبلغ عنها يموت حوالي 0.4%.  وُصِفَت السُّمِّية الناتجة عن التخدير الموضعي منذ عام 1887 عندما كان الكوكايين قيد الاستخدام؛ على الرغم من أنه تم الإبلاغ أيضاً عن السُّمِّية الناتجة عن البروكايين بعد استعماله في أوائل القرن العشرين. 

## السبب
تزيد الجرعات العالية من الأدوية من خطر الإصابة. 
الجرعة القصوى لليدوكايين هي 5 ملغ/كغ بدون أدرينالين و7 ملغ/كغ مع الأدرينالين.  أما بالنسبة للبوبيفاكين، فالجرعة القصوى هي 2 ملغ/كغ بدون أدرينالين و3 ملغ/كغ مع الأدرينالين.  يجب أن تعتمد الجرعة القصوى على وزن الجسم المثالي. 

## العلاج
تتضمن الإدارة الأولية رعاية داعمة، قد تشمل توفير الأكسجين والتهوية.  قد يلزم أيضاً إعطاء سوائل وريدية ونورإبينفرين للحفاظ على ضغط الدم.  لا يُنصح باستخدام الفازوبريسين.  يمكن إجراء الإنعاش القلبي الرئوي بالطريقة الاعتيادية؛ مع ذلك، يُنصح بجرعات أقل من الأدرينالين (أقل من 1 ميكروغرام/كغ). 
يُنصح باستخدام مستحلب دهني للمرضى الذين يعانون من أعراض خطيرة، بما في ذلك السكتة القلبية.  يُعطى 100 مل من محلول 20% على مدى دقيقتين إلى ثلاث دقائق لشخص لا يقل وزنه عن 70 كجم، أو 1.5 مل/كغ.   يمكن تكرار هذه الجرعة أو إتباعها بتسريب 250 مل على مدى 15 إلى 20 دقيقة.  الجرعة القصوى هي 12 مل/كغ للمستحلب الدهني. 
يمكن استخدام الأميودارون إذا لزم الأمر، ولكن يجب تجنب حاصرات قنوات الكالسيوم وحاصرات بيتا والبروكاييناميد. 